# In einem anderen Land (1957)
In einem anderen Land (Originaltitel: A Farewell to Arms) ist ein US-amerikanischer Kriegsfilm des Regisseurs Charles Vidor. Das Drehbuch von Ben Hecht basiert auf dem Roman In einem andern Land (A Farewell to Arms) von Ernest Hemingway. Der Film wurde in Deutschland erstmals am 21. März 1958 im Kino gezeigt. Er ist eine Neuverfilmung des gleichnamigen Films, den Frank Borzage 1932 mit Gary Cooper und Helen Hayes in den Hauptrollen inszeniert hatte.

## Handlung
Lieutenant Frederic Henry ist ein Ambulanzfahrer für das Amerikanische Rote Kreuz während des Ersten Weltkrieges. Er kehrt von einem Besuch aus Mailand zurück und wird zu einer italienischen Einheit an die Front versetzt. Sein Freund Dr. Rinaldi, ein Frauenheld, erzählt ihm, dass die Engländer ein neues Hospital gebaut haben und dass dort hübsche Krankenschwestern arbeiten würden, darunter die rätselhafte Catherine Barkley. Frederic lernt die griesgrämige Catherine kennen, die ihm anvertraut, dass sie ihren Verlobten im Krieg verloren hat. Frederics Annäherungsversuche beantwortet sie mit einer Ohrfeige. Doch als ein Gewitter aufzieht, lässt sich die ängstliche Catherine von Frederic trösten. Nach einer Liebesnacht gesteht Frederic ihr seine Liebe, doch Catherine weist ihn ab. Als die Truppen die Stadt verlassen, versucht Catherine Frederic in dem Gedränge zu finden. Sie findet ihn und bittet ihn, zu ihr zurückzukommen.
Die Ambulanzwagen folgen den Truppen durch die schneebedeckte Berglandschaft. Zwei Ambulanzen werden bei einem Angriff zerstört, Frederic wird am Knie verletzt. Er wird zurück ins Hospital gebracht. Er soll in ein neues amerikanisches Hospital in Mailand gebracht werden. Rinaldi arrangiert es, dass Catherine ebenfalls dorthin versetzt wird. Frederic ist der erste Patient in dem neuen Hospital und steht unter der besonderen Aufsicht der Oberschwester Van Campen und der sympathischen Helen Ferguson. Als Catherine eintrifft, erneuert er seinen Liebesschwur. Doch Catherine weiß, dass sie als Frau eines Soldaten von der Front abberufen wird, und lehnt eine Hochzeit ab. Ferguson hilft den beiden, ihre Affäre vor der Oberschwester zu verstecken.
Frederic erfährt, dass Catherine schwanger ist und drängt auf eine Hochzeit. Catherine weigert sich, doch sie schwört ihm Treue. Van Campen erwischt Catherine in Frederics Bett und benachrichtigt das Hauptquartier, das ihn daraufhin an die Front zurückschickt. In einem Hotelzimmer verbringen die beiden die letzte Nacht. An der Front trifft Frederic auf Rinaldi, der durch das Grauen des Krieges und die vielen schlimmen Verwundungen zu einem gebrochenen Mann geworden ist. Die Ambulanzen wurden nach Caporetto geschickt. Dort angekommen, finden sie die Stadt zerstört vor. Die Menschen fliehen voller Panik, die italienischen Soldaten ziehen sich eilig vor den Deutschen zurück. Die Ärzte und Sanitäter werden aufgefordert die Patienten im Stich zu lassen und sich zurückzuziehen. Frederic bittet seinen Freund, Pater Galli, mitzukommen, doch der weigert sich und bleibt bei den Patienten. Die Flüchtlinge stoßen auf die Leichen von Soldaten, Frauen und Babys. Als der Ambulanzwagen einen Achsbruch erleidet, macht sich Rinaldi auf den Weg, Hilfe zu holen. Doch er wird zusammen mit den anderen gefangen genommen. Rinaldi wird zum Tode verurteilt, doch Frederic bittet um das Leben seines Freundes. Als man erkennt, dass Frederic ein Amerikaner ist, springt er in den nahen Fluss und kann entkommen.
Frederic nimmt einem toten Zivilisten die Kleidung ab und besteigt den Zug nach Mailand. Bei Catherine angekommen, erklärt er, dass er seinen eigenen Frieden gefunden habe und des Krieges überdrüssig sei. Sie beschließen, in die Schweiz zu fliehen. Mit einem Boot überqueren sie die Grenze, müssen einen Sturm überstehen und werden beinahe von einem Patrouillenboot entdeckt. Ein Schweizer Polizist, Leutnant Zimmermann, trifft auf sie und bringt sie zur Pension seiner Mutter. Sechs Wochen später ist Catherines Schwangerschaft sichtbar, doch sie will Frederic immer noch nicht heiraten, um im Dorf keinen Skandal zu verursachen. Sie geht zu Dr. Emerich und bringt mühevoll einen Jungen zur Welt. Doch der Junge stirbt, Frederic sieht seinen Tod als Strafe für seine Kriegstaten. Im Krankenhaus erfährt er, dass Catherine unter Blutungen leidet. Er betet für ihr Leben, doch sie stirbt. Er schwört, dass sie für immer bei ihm sei, und verlässt am Boden zerstört das Krankenhaus.

## Hintergrund
Der Film, teilweise in den italienischen Alpen gedreht, hatte ein Budget von ca. 4,3 Millionen US-Dollar. Weltweit spielte er 1958 25 Millionen US-Dollar ein. Er ist die letzte Produktionsarbeit von David O. Selznick. Selznick beschwor den Unmut Hemingways herauf, weil er eine 38-jährige Frau die Rolle einer 21-jährigen Krankenschwester spielen ließ. Zudem geriet er mit dem ursprünglichen Regisseur John Huston in Streit und feuerte ihn.
Jennifer Jones, die Ehefrau des Produzenten, trat danach nur noch in vier weiteren Filmen auf. Eine Kleinrolle als Carabiniere spielte Bud Spencer, im Abspann nicht erwähnt.
Der gebürtige Deutsche Alfred Junge war der Produktionsdesigner des Films. Als Regisseur der Second Unit fungierte Andrew Marton. Militärischer Berater war Lieutenant Colonel Alessandro Paoletti, medizinischer Fachmann war Professor Giulio Ferrari.
1966 wurde eine TV-Miniserie für das britische Fernsehen nach Hemingways Roman gedreht. In den Hauptrollen spielten George Hamilton und Vanessa Redgrave. Regisseur war Rex Tucker.
Eine dritte Kinoverfilmung von Hemingways Roman führte Richard Attenborough 1996 mit In Love and War aus. In den Hauptrollen sind Chris O’Donnell und Sandra Bullock zu sehen.

## Kritiken
„Von der bitteren Tragik des gleichnamigen Hemingway-Romans sind nur bildwirksame Äußerlichkeiten übriggeblieben. In erster Linie wie erfolgreiches Starkino praktiziert.“

## Auszeichnung
Oscarverleihung 1958
- Nominierung in der Kategorie Bester Nebendarsteller für Vittorio De Sica Gewinner: Red Buttons in Sayonara